# Maria w islamie
Maria w islamie – Maria (arab. ‏مريم‎ Marjam, w polskich przekładach Koranu – Maria) to obok Fatimy, córki Mahometa, Asiji, żony faraona, oraz Chadidży, pierwszej żony Mahometa, jedna z najbardziej szanowanych kobiet w islamie. Marjam jest ucieleśnieniem ideału kobiety muzułmańskiej – posłuszna Bogu, oddana i gotowa Mu wszystko poświęcić, prowadząca pobożne i sprawiedliwe życie, wypełnione milczeniem, modlitwą i postem.
Jej imię tłumaczy się jako „oddająca cześć Bogu” i jest jedyną kobietą wymienioną w Koranie z imienia. Koraniczna postać Marjam jest błędnie interpretowana jako połączenie Maryi, Matki Jezusa (sura 5,78), oraz starotestamentowej Marii (Miriam), siostry Aarona (sura 19,28). Cała sura 19 nosi tytuł Maria. Islam potwierdza dziewicze poczęcie Jezusa, nazywając Maryję Marjam al-Azra, czyli „Marią Dziewicą”. Jako dziecko została oddana na wychowanie Zachariaszowi (Zakarijji). Koran zna również opowieść o zwiastowaniu, która zawarta jest w trzeciej surze Rodzina Imrana: „O, Mario! Zaprawdę, Bóg wybrał ciebie i uczynił cię czystą, i wybrał ciebie ponad kobietami światów. (...) Bóg zwiastuje ci radosną wieść o Słowie pochodzącym od Niego, którego imię Mesjasz, Jezus, syn Marii” (wersety 42, 45 w przekładzie Józefa Bielawskiego, 1986).
Imię Maryi pojawia się niejednokrotnie na muzułmańskich amuletach ochronnych. Wschodni chrześcijanie symbol „dłoń Fatimy” nazywają „dłonią Marii”.
Niektórzy wyznawcy islamu pielgrzymują do chrześcijańskich sanktuariów maryjnych (np. w Fátimie w Portugalii i Lyonie).